# Bistum Lancaster
Das Bistum Lancaster (lat. Dioecesis Lancastrensis, englisch Diocese of Lancaster) ist eine im Vereinigten Königreich gelegene römisch-katholische Diözese mit Sitz in Lancaster.

## Geschichte
Papst Pius XI. gründete am 22. November 1924 mit der Apostolischen Konstitution Universalis Ecclesiae das Bistum aus Gebietsabtretungen des Erzbistums Liverpool, dem es auch als Suffraganbistum unterstellt wurde.

## Territorium
Das Bistum Lancaster umfasst die Grafschaft Cumbria und den nordwestlichen Teil der Grafschaft Lancashires sowie die Harden Amounderness und Lonsdale.

## Bischöfe von Lancaster
- Thomas Wulstan Pearson OSB (18. Dezember 1924 bis 1. Dezember 1938)
- Thomas Edward Flynn (12. Juni 1939 bis 3. November 1961)
- Brian Charles Foley (26. April 1962 bis 22. Mai 1985)
- John Brewer (22. Mai 1985 bis 10. Juni 2000)
- Patrick O’Donoghue (5. Juni 2001 bis 1. Mai 2009)
- Michael Campbell OSA (1. Mai 2009 bis 12. Februar 2018)
- Paul Swarbrick (seit 12. Februar 2018)

## Statistik
| Jahr | Bevölkerung | Bevölkerung | Bevölkerung | Priester   | Priester           | Priester         | Priester               | Ständige Diakone | Ordensleute | Ordensleute | Pfarreien |
| Jahr | Katholiken  | Einwohner   | %           | Gesamtzahl | Diözesan- priester | Ordens- priester | Katholiken je Priester | Ständige Diakone | männlich    | weiblich    | Pfarreien |
| ---- | ----------- | ----------- | ----------- | ---------- | ------------------ | ---------------- | ---------------------- | ---------------- | ----------- | ----------- | --------- |
| 1950 | 113.548     | 887.007     | 12,8        | 235        | 160                | 75               | 483                    |                  | 33          | 566         | 89        |
| 1970 | 134.467     | 1.067.390   | 12,6        | 271        | 202                | 69               | 496                    |                  | 81          | 454         | 107       |
| 1980 | 126.800     | 1.052.000   | 12,1        | 262        | 208                | 54               | 483                    |                  | 59          | 356         | 113       |
| 1990 | 123.854     | 1.088.000   | 11,4        | 217        | 169                | 48               | 570                    | 16               | 49          | 257         | 113       |
| 1999 | 116.810     | 1.050.000   | 11,1        | 212        | 156                | 56               | 550                    | 37               | 63          | 184         | 110       |
| 2000 | 116.215     | ?           | ?           | 192        | 146                | 46               | 605                    | 39               | 53          | 184         | 110       |
| 2001 | 113.538     | 1.051.000   | 10,8        | 184        | 141                | 43               | 617                    | 40               | 47          | 179         | 110       |
| 2002 | 112.185     | 1.050.000   | 10,7        | 179        | 135                | 44               | 626                    | 44               | 48          | 196         | 110       |
| 2003 | 115.000     | 1.100.000   | 10,5        | 189        | 146                | 43               | 608                    | 45               | 45          | 170         | 110       |
| 2004 | 111.264     | 1.050.000   | 10,6        | 178        | 134                | 44               | 625                    | 46               | 48          | 180         | 110       |